# Aasta Hansteen
Aasta Hansteen, née le 10 décembre 1824 à Christiania, aujourd'hui Oslo, et morte le 13 avril 1908 dans la même ville, est une féministe, peintre, polémiste et écrivaine norvégienne.

## Biographie
Aasta Hansteen est surtout un véritable personnage de la Norvège des années 1870-1880. Elle n'hésite pas à prononcer des conférences alors que la société attend toujours des femmes qu'elles ne prennent pas la parole en public.
Chrétienne, elle publie deux livres dans lesquels elle essaie de réconcilier les préoccupations féministes et la doctrine morale chrétienne. Elle rejette l'autorité des Églises d'État.
Une « image d'Épinal » représente Aasta Hansteen portant le cheveu court, des bottes d'homme et brandissant une cravache ou son parapluie face aux jeunes hommes se moquant de son accoutrement.
Elle a servi de modèle au personnage de Lona Hessel dans la pièce d'Henrik Ibsen Les Soutiens de la société (1877), ainsi qu'au personnage principal de Tante Ulrikke de Gunnar Heiberg (1884).
Son nom a été donné à la plate-forme pétrolière Aasta Hansteen spar (en) d'Equinor.

## Peintures

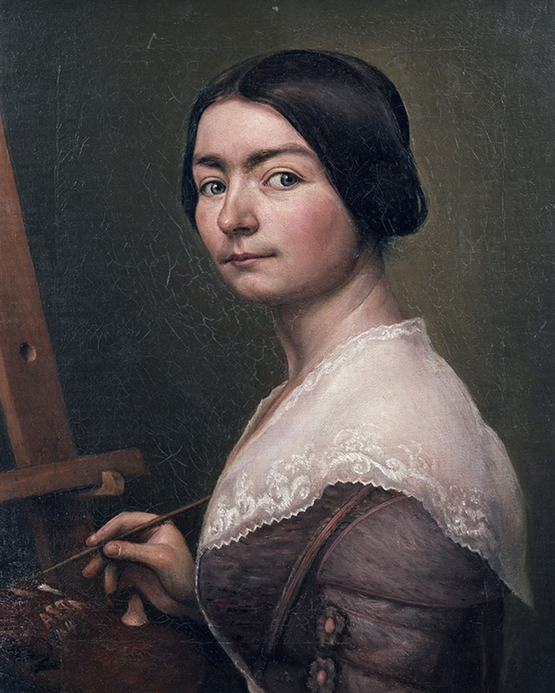
Autoportrait, 1844
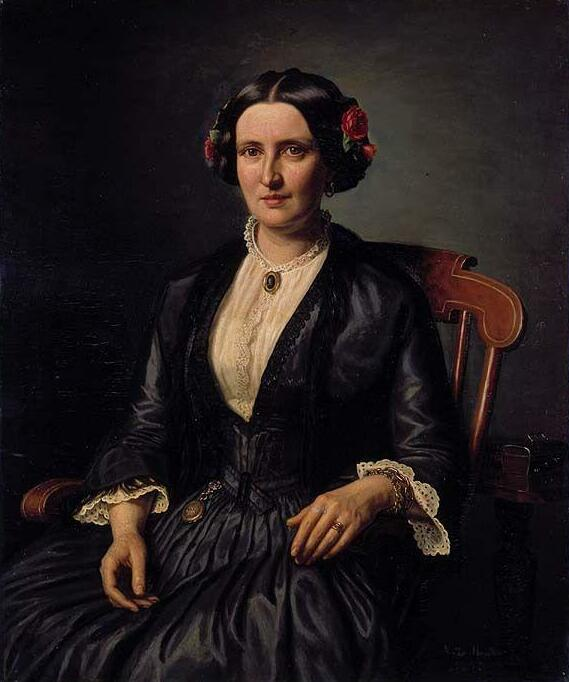
Dame assise avec des roses dans ses cheveux, 1853
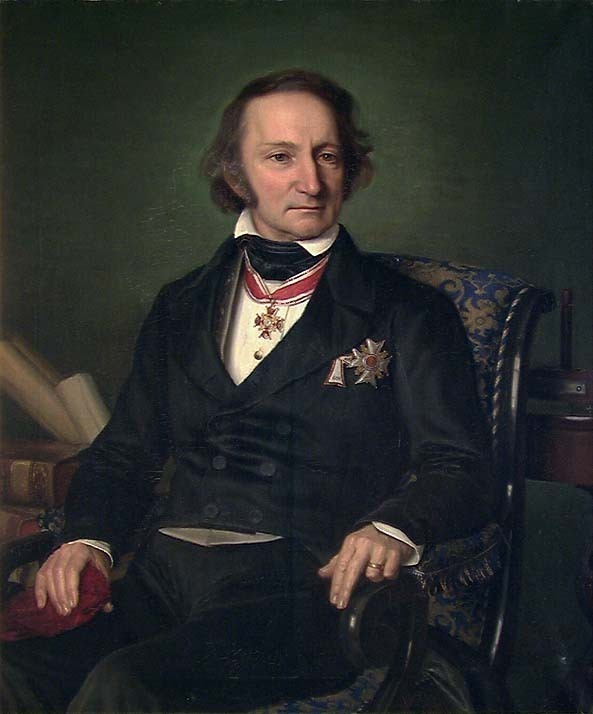
Pr Christopher Hansten, 1853